# 当代中国的意识形态分类问题
一些学者通过研究发现，或直接认为当代中国的左派更多的与毛泽东思想、保守主义、中国民族主义、爱国主义和国家主义相关，右派更多的与资本主义、自由主义和市场化相关。这有时被认为与经典的左派和右派区分显著不同。

## 研究
1949年中华人民共和国成立之后，“左派”通常被认为与激进有关，而“右派”通常与投降、懦弱联系在一起:146。1955年，毛泽东在中国共产党第七届中央委员会扩大的第六次全体会议上表示，“事物在时间中运动，到那个时候该办了，就要办，你不准办，就叫右倾；还没有到时候，你要勉强办，就叫‘左’倾”:526。在反右运动中，超过五十万人因为意识形态上倾向自由主义而被贴上“右派”的标签:526。文化大革命期间，“右派”是“黑五类”之一:526。
自1970年以来，对大众意识形态的测量和研究已日渐成熟，然而，对当代中国大众意识形态的研究并不多。相关研究或可最早追溯到1996年黎安友和史天健的论文《中國特色的左派右派：鄧小平中國的問題與陣線》（Left and Right With Chinese Characteristics: Issues and Alignments in Deng Xiaoping's China），在这篇论文中，黎安友和史天健将当代中国的“左派”与对后社会主义政策的“保守”联系在一起:537:91。不过在此4年前的1992年，余英时和姜义华曾在《二十一世纪》就“保守主义”在中国的定义进行辩论。最初提出“中国新左派”一词的记者杨平认为，20世纪80年代自由主义“新启蒙运动”终结之后，保守主义逐渐成为中国的主流，在这样的背景下，新左派作为当时中国自由主义的反对者，实际上是“一种文化保守主义的表现”。同样，1993年“中国社会流动与社会变迁调查”中，“左派”被发现更多与威权主义有关，而“右派”与民主主义有关:532。而2002年的“亚洲晴雨表调查”中，受访者的政治光谱和对政治的理解发生了变化，此外，该次调查发现一些受访者将左右派的概念颠倒:529-532、536。
萧功秦在2003年的文章中使用了“保守左派势力”一词，认为“在中国当代政治中，左派与右派的划分与西方社会不同。在西方政治语汇中，右一般指具有保守现存秩序与价值的态度，或指代表即得利益的政治集团，左一般指拒绝现存体制的激进政治派别。而在当代中国，由于改革开放以前的官方政治以左的路线为特徵，因此，80年代以来继续坚持或比较倾向于这种传统的左的观念与价值的政治势力就成为中国改革以来政治中的保守派”。
2007年，北大未名BBS贴出了网友集体制作的“中国政治坐标系”，选取的三个维度分别为政治观念、经济观念和社会文化观念:91。詹妮弗·潘和徐轶青最初认为这个政治坐标系主要从经济视角定义左右派，即支持社会主义威权制、民族主义、传统文化的“保守左派”与支持个人自由、市场化改革和宪政民主的“自由右派”:461。2016年，陆晔、楚亚杰和沈菲通过分析2010年的一份全国性调查的数据同样得到了类似的对立。
2022年，彼得·贝蒂、Rong Chen和卡里姆·贝塔什认为在经济问题上，中国的“保守左派”类似于美国的自由派甚至接近美国的社会主义者，支持政府对市场的干预，然而，在政治和社会问题上，中国的“保守左派”更接近于美国的保守派，而与自由派没什么共同点，中国的“保守左派”和美国的保守派一样都支持国家团结、爱国主义、国家安全和传统文化；而中国的“自由右派”在社会问题上更接近美国的自由派，二者都支持个人自由。

## 不足
彼得·贝蒂、Rong Chen和卡里姆·贝塔什认为“保守左派”-“自由右派”的政治光谱不够全面，特别是其不能涵盖中国新左派和新儒家:461。秦晖认为在中国进行左右派的区分没有意义，并提出了尺蠖效应，不过他也认同中国的“左派”有“极右”的倾向。